# Alina Șaitan
Alina Șaitan (născută Bîrca; n. 1 mai 1991) este o fotbalistă din Republica Moldova, care joacă în poziția de portar la clubul Agarista-ȘS Anenii Noi⁠(d) și la echipa națională de fotbal feminin a Republicii Moldova.